# برنارد دومون
برنارد دومون هو سياسي كندي، ولد في 15 يناير 1927 في شوديير أبالاش في كندا، وتوفي في 25 سبتمبر 1974. انتخب عمدة وانتخب عضو الجمعية الوطنية في كيبك ‏.